# (4474) Proust
(4474) Proust es un asteroide perteneciente al cinturón de asteroides, descubierto el 24 de agosto de 1981 por Henri Debehogne desde el Observatorio de La Silla, Chile.

## Designación y nombre
Designado provisionalmente como 1981 QZ2. Fue nombrado Proust en honor al astrónomo francés y organista Dominique Proust también es en honor al escritor francés Marcel Proust.

## Características orbitales
Proust está situado a una distancia media del Sol de 3,178 ua, pudiendo alejarse hasta 3,730 ua y acercarse hasta 2,626 ua. Su excentricidad es 0,173 y la inclinación orbital 2,053 grados. Emplea 2070 días en completar una órbita alrededor del Sol.

## Características físicas
La magnitud absoluta de Proust es 12,8. Tiene 13,472 km de diámetro y su albedo se estima en 0,107.